# 니콜로 카살레

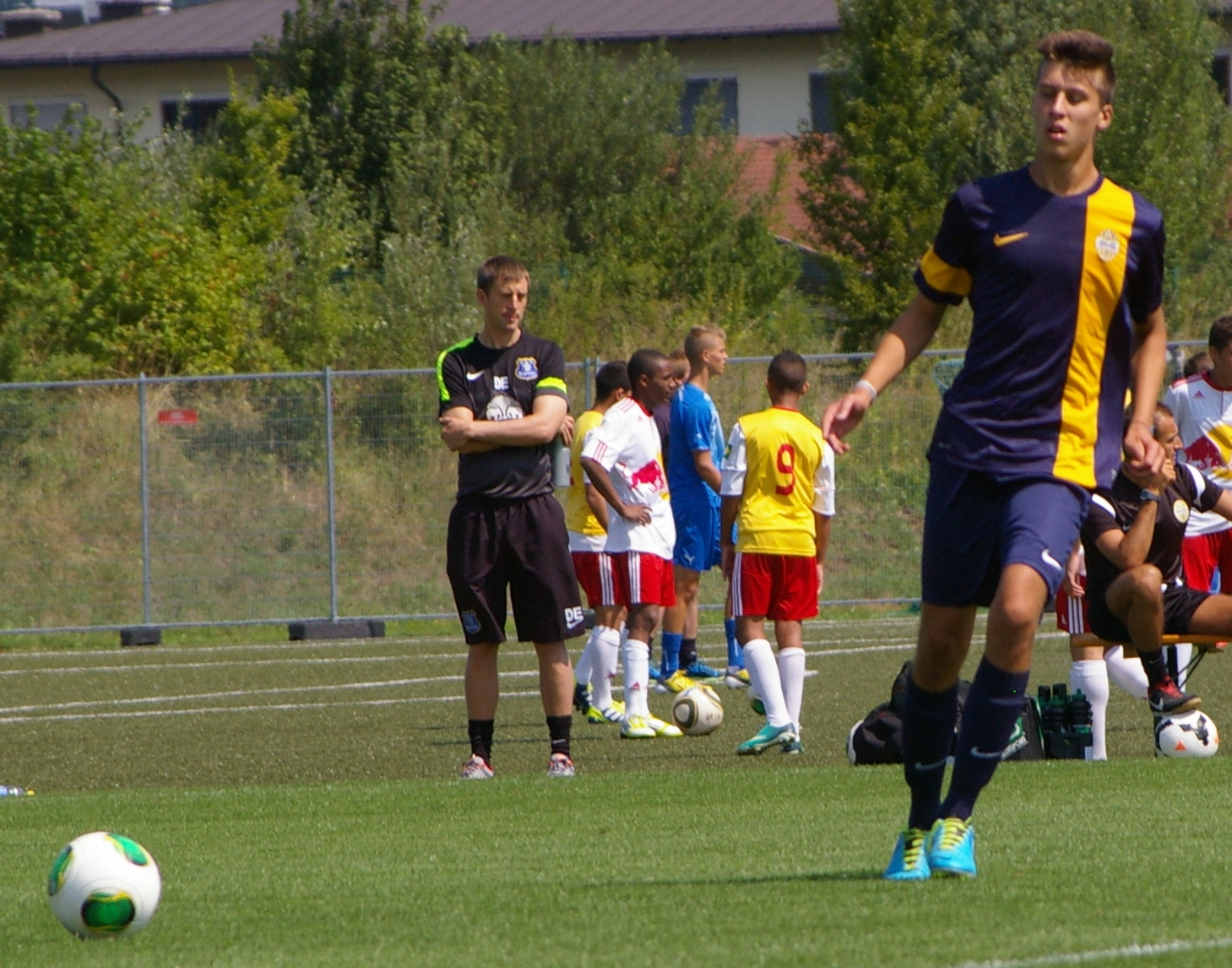

니콜로 카살레(이탈리아어: Nicolò Casale, 1998년 2월 14일 ~ )는 이탈리아의 축구 선수이다. 그의 포지션은 수비수로, 현재 세리에 A의 라치오에서 활약하고 있다.

## 클럽 경력
2017년 9월 16일, 카살레는 페루자 소속으로 파르마와의 경기에서 세리에 B 데뷔전을 치렀다.
2019년 7월 18일, 카살레는 완전 영입 옵션과 함께 베네치아로 임대 이적하였다.
2020년 10월 3일, 카살레는 엠폴리로 임대 이적하였다.
2022년 7월 8일, 라치오는 카살레와 영구 계약을 맺었다고 발표했다.

## 국가대표팀 경력
2020년 9월 3일, 그는 슬로베니아 U-21와의 2-1로 이긴 친선 경기에서 이탈리아 U-21 대표팀 데뷔전을 치렀다.